# 克里斯塔爾萬德山

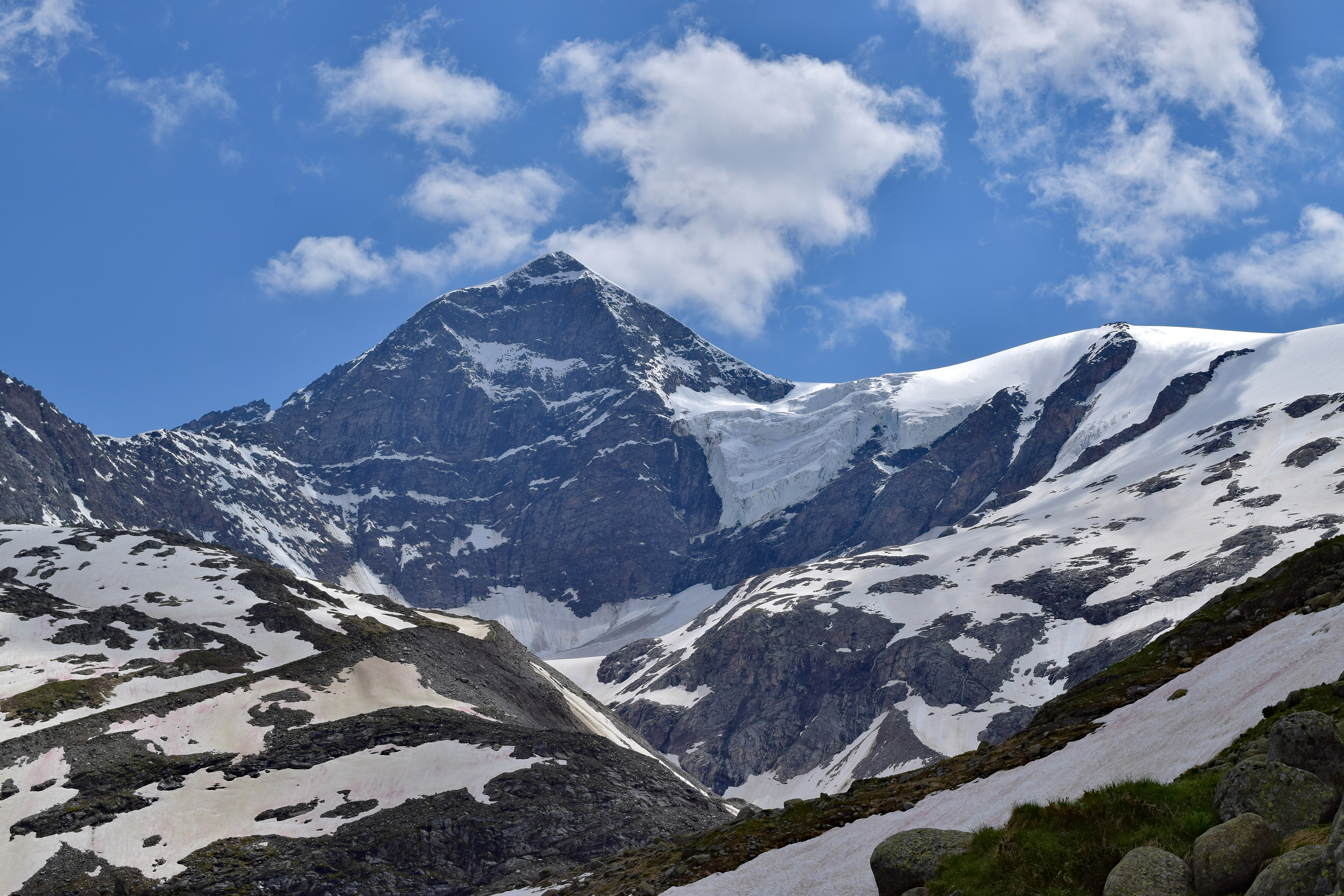

47°05′38″N 12°23′57″E / 47.09389°N 12.39917°E
克里斯塔爾萬德山（德語：Kristallwand），是奧地利的山峰，位於該國西部，由蒂羅爾州負責管轄，屬於維內迪傑山脈的一部分，海拔高度3,310米，人類在1823年8月23日首次登頂。